# Pseudogastromyzon changtingensis tungpeiensis
Pseudogastromyzon changtingensis tungpeiensis is een ondersoort van de straalvinnige vissen uit de familie van de steenkruipers (Balitoridae). De wetenschappelijke naam van de soort is voor het eerst geldig gepubliceerd in 1949 door Chen & Liang.